# Comodo BackUp
Comodo Backup — програма для створення резервних копій даних.

## Основні особливості
- Просте резервне копіювання на локальний, мережний, віртуальний, FTP диск або он-лайн файлове сховище
- Відправлення E-Mail повідомлень про стан резервного копіювання
- Можливість роботи за розкладом
- Створення власних процедур резервного копіювання з різними фільтрами та макросами
- Налаштування в лічені хвилини з інтуїтивно зрозумілим інтерфейсом